# Muhafaza An-Nabatijja
Muhafaza An-Nabatijja (arab. النبطية) – muhafaza w południowo-wschodnim Libanie. Stolicą prowincji jest An-Nabatijja.
Muhafaza dzieli się na 4 jednostki administracyjne drugiego rzędu:
- Kada An-Nabatijja
- Kada Mardż Ujun
- Kada Hasbaja
- Kada Bint Dżubajl